# Liberale da Verona

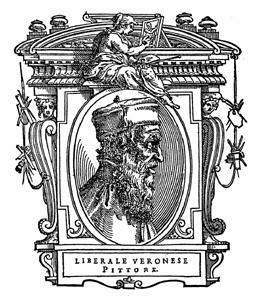
Liberale da Verona, según las Vite de Giorgio Vasari.

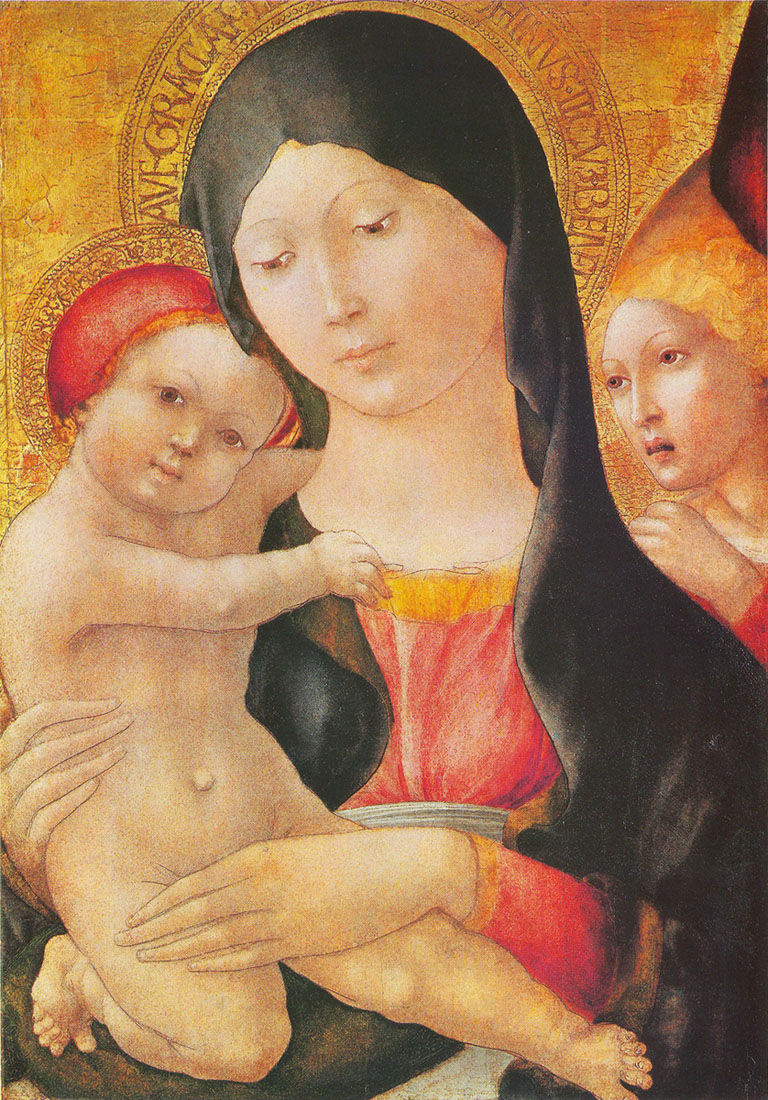
"La Virgen con el Niño y el ángel". Museo de Bellas Artes, Budapest, Hungría.

Liberale di Jacopo della Biava, conocido como Liberale da Verona (Verona, 1441 - íd. 1526), fue un pintor y miniaturista italiano de la época del Renacimiento, formado en Verona y Lombardía.

## Biografía
A través de la familia de su madre, Jacoba, Liberale era el heredero de una vieja estirpe de pintores veroneses: Su abuelo fue Zeno Solimani (doc. 1438) y su tío Nicolò Solimani (activo 1462-1493), que también fue, según Vasari, su maestro, aunque por error le llama Vincenzo di Stefano. Está documentada la presencia de Liberale en Verona entre 1455 y 1465, pero ningún trabajo de esta época ha llegado hasta nuestros días.
Comenzó trabajando en Monte Oliveto (1467-1476) como miniaturista e ilustrador de libros litúrgicos. Pruebas de este trabajo se conservan en Chiusi y en la Catedral de Siena. En la etapa final de su carrera se observa algún influjo del rafaelismo emiliano predominante, aunque sin afectar en lo básico a su estilo arcaizante. Parece que sufrió la influencia de Jacopo Bellini y Andrea Mantegna o de algún artista de su círculo más próximo, como el miniaturista Gerolamo da Cremona.
Aparece en las Vite de Giorgio Vasari. En Verona pintó una Adoración de los Reyes magos, que se encuentra en la Catedral. Además pintó una Natividad y una Asunción de la Virgen. En la Pinacoteca de Brera, hay un San Sebastián de su mano.
Tras varios años de estancia en Siena, volvió a Verona en 1492, donde murió, aunque siguió desplazándose ocasionalmente a diversas ciudades para realizar encargos.
Alumnos suyos fueron los pintores Niccolo Giolfino, Francesco Torbido y Giovanni Francesco Caroto.

## Obras destacadas

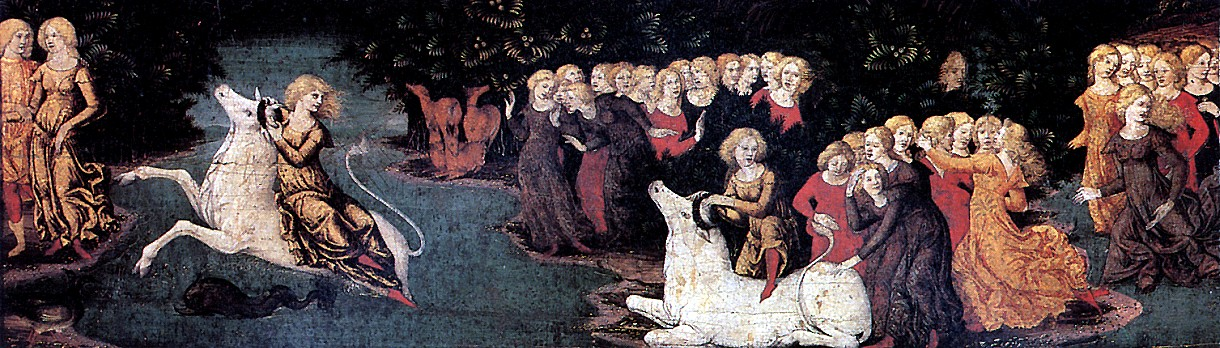
"Rapto de Europa". Museo del Louvre, París.

- Virgen con santos (su primera obra confirmada)
- Natividad
- Asunción de la Virgen
- San Sebastián (Pinacoteca di Brera, Milán)
- Virgen del jilguero (Museo de Castelvecchio, Verona)
- Epifanía
- Muerte de la Virgen (Palacio Episcopal, Verona)
- Rapto de Europa (Museo del Louvre, París)
- Virgen con Niño y ángel (Museo de Bellas Artes, Budapest)
- Jugadores de ajedrez (1475, Metropolitan Museum, NY), fragmento de un cassone decorado.
- Suicidio de Dido (c. 1500, National Gallery, Londres), otro panel proveniente de un cassone.
- Virgen con niño y dos ángeles (c. 1500, National Gallery, Londres)
- San Sebastián (Princeton University Art Museum)
- Adoración de los Reyes Magos (Catedral de Verona)